# Berthold Horn
Berthold Klaus Paul Horn (* 8. Dezember 1943 in Teplitz-Schönau, Reichsgau Sudetenland) ist ein US-amerikanischer Informatiker, der sich mit Künstlicher Intelligenz und Computer-Sehen befasst.

## Leben
Am Ende des Zweiten Weltkriegs flüchtete Berhold Horn mit seiner Familie aus der wiedergegründeten Tschechoslowakei nach Bayern und dann nach Freiburg im Breisgau. 1954 wanderte die Familie aus Deutschland nach Südafrika aus. Ein Bruder von Berthold Horn ist der Dichter Peter Horn.
Horn studierte Elektrotechnik an der University of Witwatersrand (Bachelor 1965 bei Derek S. Henderson), wo er danach Lecturer war und als Berater arbeitete, zum Beispiel in Programmen für die Gezeitenvorhersage für die südafrikanische Marine. Außerdem ging er im Auftrag von Henderson in die USA, um Software für ein an der Universität von Witwatersrand geplantes Projekt für ein Time Sharing Operating System mit Fortran Compiler für eine IBM 360 zu beschaffen. Er setzte sein Studium am Massachusetts Institute of Technology (MIT) fort, wo er 1970 bei Marvin Minsky mit der Dissertation Shape from shading: a method for obtaining the shape of a smooth opaque object from one view promoviert wurde. Er ist Professor für Informatik am MIT am Computer Science and Artificial Intelligence Laboratory (CSAIL).
Für Arbeiten über Computer-Sehen erhielt er 1989 den Rank Preis und 2009 den Azriel Rosenfeld Lifetime Achievement Award der IEEE. Horn ist Fellow der Association for the Advancement of Artificial Intelligence (AAAI) (1990). 2002 wurde er Fellow der National Academy of Engineering.

## Schriften
- mit Patrick Winston Lisp, Addison-Wesley 1981, 3. Auflage 1989
- Robot Vision, MIT Press, McGraw Hill 1986
- Beiträge zu Winston (Hrsg.) The psychology of computer vision, McGraw Hill 1975
- Herausgeber mit Michael J. Brooks Shape from shading, MIT Press 1989